# Flensburger Hofkultur
Flensburger Hofkultur eller Flensborg Gårdkultur er en kulturfestival, der foregår i Flensborgs mange historiske og nye baggårde. Festivalen finder sted hvert år i sensommeren. Programmet omfatter forskellige genrer så som teater, film, litteratur samt jazz og klassisk musik. De forskellige arrangementer udnytter hver især de enkelte baggårdes specielle atmosfære.
Festivalen opstod i 1995 med det formål at præsentere de mange, til dels ukendte baggårde for et større publikum samt at vise byens kulturelle mangfoldighed.
Der spilles blandt andet i skibfartsmuseets gård, gården ved det danske Centralbibliotek, samt i de gamle købmandsgårde ved gågaden og den røde gade.